# Giorgian De Arrascaeta
Giorgian Daniel De Arrascaeta Benedetti (Nuevo Berlín, 1º giugno 1994) è un calciatore uruguaiano, centrocampista del Flamengo e della nazionale uruguaiana.

## Biografia
Ha origini basche ed italiane.

## Carriera

### Club
Nella stagione 2012-2013 fa il suo esordio nella prima divisione uruguaiana con il Defensor Sporting, venendo riconfermato in squadra anche per la stagione successiva, nella quale esordisce anche in Coppa Libertadores, competizione in cui mette a segno 2 gol in 10 presenze. In totale con la maglia del club uruguaiano ha segnato 16 gol in 53 partite di campionato (una nei play-off) e 2 gol in 12 presenze in Libertadores, per complessive 65 presenze e 18 gol tra tutte le competizioni ufficiali.
Nel 2015 passa al Cruzeiro, squadra del campionato brasiliano, con cui nel suo primo anno in squadra segna un gol in 10 presenze in Coppa Libertadores. In quattro anni realizza complessivamente 43 reti in 167 partite tra tutte le competizioni ufficiali, vincendo tra l'altro due coppe nazionali brasiliane nel 2017 e nel 2018.
Il 2 gennaio 2019 viene ceduto al Flamengo, altro club della prima divisione brasiliana, per 17 milioni di euro. Nella sua prima stagione con il club rossonero vince sia il campionato brasiliano che la Libertadores, conquistando poi un secondo campionato nel 2020. Negli anni seguenti, oltre a vari titoli nei campionati statali brasiliani, conquista anche una Recopa Sudamericana (nel 2020), una seconda Libertadores (nel 2022), due coppe nazionali brasiliane (2022 e 2024) e tre supercoppe nazionali brasiliane (2020, 2021 e 2025).

### Nazionale
Nel 2013 ha partecipato al campionato sudamericano di calcio Under-20 2013 con la nazionale Under-20 di calcio dell'Uruguay, classificatasi terza nel torneo. È nella lista dei convocati anche per i Mondiali Under-20 del giugno dello stesso anno, nei quali gioca da titolare nella prima partita della fase a gironi, persa per 1-0 contro i pari età della Croazia. Il successivo 26 giugno mette a segno il primo gol della partita vinta per 2-0 contro la Nuova Zelanda, valida per la seconda giornata della fase a gironi. Nella terza ed ultima partita del girone, vinta per 4-0 contro l'Uzbekistan, segna il suo secondo gol nel Mondiale. Gioca poi da titolare negli ottavi di finale, vinti per 2-1 contro la Nigeria, nei quarti di finale e nella semifinale vinta ai calci di rigore contro l'Iraq. Nella finale contro la Francia, persa dopo i calci di rigore, sbaglia invece il secondo dei tre rigori tirati dalla sua squadra.
Nel 2015 viene convocato, sotto la guida di Óscar Tabárez, per la Coppa America, mentre nel 2018 fa parte della rosa dei convocati per i mondiali di Russia. Gioca poi nuovamente la Coppa America nel 2019 e nel 2021, mentre nel 2022 partecipa al suo secondo Mondiale; viene inoltre convocato anche per la Coppa America 2024.

## Statistiche

### Presenze e reti nei club
Statistiche aggiornate al 17 giugno 2025.
| Stagione        | Squadra           | Campionato      | Campionato | Campionato | Coppe nazionali | Coppe nazionali | Coppe nazionali | Coppe continentali | Coppe continentali | Coppe continentali | Altre coppe | Altre coppe | Altre coppe | Totale | Totale |
| Stagione        | Squadra           | Comp            | Pres       | Reti       | Comp            | Pres            | Reti            | Comp               | Pres               | Reti               | Comp        | Pres        | Reti        | Pres   | Reti   |
| --------------- | ----------------- | --------------- | ---------- | ---------- | --------------- | --------------- | --------------- | ------------------ | ------------------ | ------------------ | ----------- | ----------- | ----------- | ------ | ------ |
| 2012-2013       | Defensor Sporting | PD              | 15+1       | 3          | -               | -               | -               | -                  | -                  | -                  | -           | -           | -           | 16     | 3      |
| 2013-2014       | Defensor Sporting | PD              | 26         | 7          | -               | -               | -               | CL                 | 12                 | 2                  | -           | -           | -           | 38     | 9      |
| 2014-gen. 2015  | Defensor Sporting | PD              | 11         | 6          | -               | -               | -               | -                  | -                  | -                  | -           | -           | -           | 11     | 6      |
| Totale Defensor | Totale Defensor   | Totale Defensor | 52+1       | 16         |                 | -               | -               |                    | 12                 | 2                  |             | -           | -           | 65     | 18     |
| 2015            | Cruzeiro          | M1/MG+A         | 8+23       | 4+4        | CB              | 2               | 0               | CL                 | 10                 | 1                  | -           | -           | -           | 43     | 9      |
| 2016            | Cruzeiro          | M1/MG+A         | 10+31      | 2+9        | CB              | 9               | 2               | -                  | -                  | -                  | PL          | 2           | 1           | 52     | 14     |
| 2017            | Cruzeiro          | M1/MG+A         | 12+16      | 4+3        | CB              | 10              | 2               | CS                 | 2                  | 0                  | PL          | 3           | 2           | 43     | 11     |
| 2018            | Cruzeiro          | M1/MG+A         | 13+20      | 4+6        | CB              | 6               | 2               | CL                 | 9                  | 3                  | -           | -           | -           | 48     | 15     |
| Totale Cruzeiro | Totale Cruzeiro   | Totale Cruzeiro | 43+90      | 14+22      |                 | 27              | 6               |                    | 21                 | 4                  |             | 5           | 3           | 186    | 49     |
| 2019            | Flamengo          | A/RJ+A          | 13+23      | 3+13       | CB              | 3               | 0               | CL                 | 11                 | 1                  | Cmc         | 2           | 1           | 52     | 18     |
| 2020            | Flamengo          | A/RJ+A          | 10+28      | 2+8        | CB              | 2               | 0               | CL                 | 7                  | 1                  | SB+RS       | 1+2         | 1+0         | 50     | 12     |
| 2021            | Flamengo          | A/RJ+A          | 6+14       | 2+1        | CB              | 2               | 1               | CL                 | 12                 | 4                  | SB          | 1           | 1           | 35     | 9      |
| 2022            | Flamengo          | A/RJ+A          | 11+24      | 5+3        | CB              | 9               | 3               | CL                 | 11                 | 2                  | SB          | 1           | 0           | 56     | 13     |
| 2023            | Flamengo          | A/RJ+A          | 9+28       | 1+7        | CB              | 7               | 2               | CL                 | 5                  | 0                  | SB+RS+Cmc   | 1+2+2       | 0+1+0       | 54     | 11     |
| 2024            | Flamengo          | A/RJ+A          | 13+15      | 3+5        | CB              | 8               | 2               | CL                 | 7                  | 0                  | -           | -           | -           | 43     | 10     |
| 2025            | Flamengo          | A/RJ+A          | 10+9       | 2+9        | CB              | 1               | 0               | CL                 | 5                  | 1                  | SB+Cmc      | 1+1         | 0+1         | 27     | 13     |
| Totale Flamengo | Totale Flamengo   | Totale Flamengo | 72+141     | 18+46      |                 | 32              | 8               |                    | 58                 | 9                  |             | 14          | 5           | 317    | 86     |
| Totale carriera | Totale carriera   | Totale carriera | 399        | 116        |                 | 59              | 14              |                    | 91                 | 15                 |             | 19          | 8           | 568    | 153    |

### Cronologia presenze e reti in nazionale
| Cronologia completa delle presenze e delle reti in nazionale ― Uruguay | Cronologia completa delle presenze e delle reti in nazionale ― Uruguay | Cronologia completa delle presenze e delle reti in nazionale ― Uruguay | Cronologia completa delle presenze e delle reti in nazionale ― Uruguay | Cronologia completa delle presenze e delle reti in nazionale ― Uruguay | Cronologia completa delle presenze e delle reti in nazionale ― Uruguay | Cronologia completa delle presenze e delle reti in nazionale ― Uruguay | Cronologia completa delle presenze e delle reti in nazionale ― Uruguay |
| Data                                                                   | Città                                                                  | In casa                                                                | Risultato                                                              | Ospiti                                                                 | Competizione                                                           | Reti                                                                   | Note                                                                   |
| ---------------------------------------------------------------------- | ---------------------------------------------------------------------- | ---------------------------------------------------------------------- | ---------------------------------------------------------------------- | ---------------------------------------------------------------------- | ---------------------------------------------------------------------- | ---------------------------------------------------------------------- | ---------------------------------------------------------------------- |
| 8-9-2014                                                               | Goyang                                                                 | Corea del Sud                                                          | 0 – 1                                                                  | Uruguay                                                                | Amichevole                                                             | -                                                                      | 60’                                                                    |
| 10-10-2014                                                             | Gedda                                                                  | Arabia Saudita                                                         | 1 – 1                                                                  | Uruguay                                                                | Amichevole                                                             | -                                                                      | 62’                                                                    |
| 13-10-2014                                                             | Mascate                                                                | Oman                                                                   | 0 – 3                                                                  | Uruguay                                                                | Amichevole                                                             | -                                                                      | 46’                                                                    |
| 28-3-2015                                                              | Agadir                                                                 | Marocco                                                                | 0 – 1                                                                  | Uruguay                                                                | Amichevole                                                             | -                                                                      | 70’                                                                    |
| 7-6-2015                                                               | Montevideo                                                             | Uruguay                                                                | 5 – 1                                                                  | Guatemala                                                              | Amichevole                                                             | 1                                                                      | 46’                                                                    |
| 13-6-2015                                                              | Antofagasta                                                            | Uruguay                                                                | 1 – 0                                                                  | Giamaica                                                               | Coppa America 2015 - 1º turno                                          | -                                                                      | 64’                                                                    |
| 8-9-2015                                                               | San José                                                               | Costa Rica                                                             | 1 – 0                                                                  | Uruguay                                                                | Amichevole                                                             | -                                                                      | 73’                                                                    |
| 28-3-2017                                                              | Lima                                                                   | Perù                                                                   | 2 – 1                                                                  | Uruguay                                                                | Qual. Mondiali 2018                                                    | -                                                                      | 73’                                                                    |
| 5-10-2017                                                              | San Cristóbal                                                          | Venezuela                                                              | 0 – 0                                                                  | Uruguay                                                                | Qual. Mondiali 2018                                                    | -                                                                      | 79’                                                                    |
| 10-10-2017                                                             | Montevideo                                                             | Uruguay                                                                | 4 – 2                                                                  | Bolivia                                                                | Qual. Mondiali 2018                                                    | -                                                                      | 77’                                                                    |
| 10-11-2017                                                             | Varsavia                                                               | Polonia                                                                | 0 – 0                                                                  | Uruguay                                                                | Amichevole                                                             | -                                                                      | 74’                                                                    |
| 14-11-2017                                                             | Vienna                                                                 | Austria                                                                | 2 – 1                                                                  | Uruguay                                                                | Qual. Mondiali 2018                                                    | -                                                                      | 63’                                                                    |
| 23-3-2018                                                              | Nanning                                                                | Uruguay                                                                | 2 – 0                                                                  | Rep. Ceca                                                              | Amichevole                                                             | -                                                                      | 61’                                                                    |
| 8-6-2018                                                               | Montevideo                                                             | Uruguay                                                                | 3 – 0                                                                  | Uzbekistan                                                             | Amichevole                                                             | 1                                                                      | 65’                                                                    |
| 15-06-2018                                                             | Ekaterinburg                                                           | Egitto                                                                 | 0 – 1                                                                  | Uruguay                                                                | Mondiali 2018 - 1º turno                                               | -                                                                      | 59’                                                                    |
| 25-6-2018                                                              | Samara                                                                 | Uruguay                                                                | 3 – 0                                                                  | Russia                                                                 | Mondiali 2018 - 1º turno                                               | -                                                                      | 63’                                                                    |
| 16-10-2018                                                             | Saitama                                                                | Giappone                                                               | 4 – 3                                                                  | Uruguay                                                                | Amichevole                                                             | -                                                                      | 46’                                                                    |
| 20-11-2018                                                             | Saint-Denis                                                            | Francia                                                                | 1 – 0                                                                  | Uruguay                                                                | Amichevole                                                             | -                                                                      | 60’                                                                    |
| 25-3-2019                                                              | Nanning                                                                | Thailandia                                                             | 0 – 4                                                                  | Uruguay                                                                | Amichevole                                                             | -                                                                      | 46’                                                                    |
| 7-6-2019                                                               | Montevideo                                                             | Uruguay                                                                | 3 – 0                                                                  | Panama                                                                 | Amichevole                                                             | -                                                                      | 75’                                                                    |
| 20-6-2019                                                              | Porto Alegre                                                           | Uruguay                                                                | 2 – 2                                                                  | Giappone                                                               | Coppa America 2019 - 1º turno                                          | -                                                                      | 60’                                                                    |
| 24-6-2019                                                              | Rio de Janeiro                                                         | Cile                                                                   | 0 – 1                                                                  | Uruguay                                                                | Coppa America 2019 - 1º turno                                          | -                                                                      | 76’                                                                    |
| 29-6-2019                                                              | Salvador de Bahia                                                      | Uruguay                                                                | 0 – 0 (4 – 5 dtr)                                                      | Perù                                                                   | Coppa America 2019 - Quarti di finale                                  | -                                                                      |                                                                        |
| 7-9-2019                                                               | San José                                                               | Costa Rica                                                             | 1 – 2                                                                  | Uruguay                                                                | Amichevole                                                             | 1                                                                      | 66’                                                                    |
| 10-9-2019                                                              | Saint Louis                                                            | Stati Uniti                                                            | 1 – 1                                                                  | Uruguay                                                                | Amichevole                                                             | -                                                                      |                                                                        |
| 8-10-2020                                                              | Montevideo                                                             | Uruguay                                                                | 2 – 1                                                                  | Cile                                                                   | Qual. Mondiali 2022                                                    | -                                                                      | 76’                                                                    |
| 21-6-2021                                                              | Cuiabá                                                                 | Uruguay                                                                | 1 – 1                                                                  | Cile                                                                   | Coppa America 2021 - 1º turno                                          | -                                                                      | 81’                                                                    |
| 24-6-2021                                                              | Cuiabá                                                                 | Bolivia                                                                | 0 – 2                                                                  | Uruguay                                                                | Coppa America 2021 - 1º turno                                          | -                                                                      | 73’                                                                    |
| 28-6-2021                                                              | Rio de Janeiro                                                         | Uruguay                                                                | 1 – 0                                                                  | Paraguay                                                               | Coppa America 2021 - 1º turno                                          | -                                                                      |                                                                        |
| 3-7-2021                                                               | Brasilia                                                               | Uruguay                                                                | 0 – 0 dts (2 – 4 dtr)                                                  | Colombia                                                               | Coppa America 2021 - Quarti di finale                                  | -                                                                      | 68’                                                                    |
| 2-9-2021                                                               | Lima                                                                   | Perù                                                                   | 1 – 1                                                                  | Uruguay                                                                | Qual. Mondiali 2022                                                    | 1                                                                      |                                                                        |
| 5-9-2021                                                               | Montevideo                                                             | Uruguay                                                                | 4 – 2                                                                  | Bolivia                                                                | Qual. Mondiali 2022                                                    | 2                                                                      | 67’                                                                    |
| 9-9-2021                                                               | Montevideo                                                             | Uruguay                                                                | 1 – 0                                                                  | Ecuador                                                                | Qual. Mondiali 2022                                                    | -                                                                      | 80’                                                                    |
| 7-10-2021                                                              | Montevideo                                                             | Uruguay                                                                | 0 – 0                                                                  | Colombia                                                               | Qual. Mondiali 2022                                                    | -                                                                      | 81’                                                                    |
| 1-2-2022                                                               | Montevideo                                                             | Uruguay                                                                | 4 – 1                                                                  | Venezuela                                                              | Qual. Mondiali 2022                                                    | 1                                                                      |                                                                        |
| 24-3-2022                                                              | Montevideo                                                             | Uruguay                                                                | 1 – 0                                                                  | Perù                                                                   | Qual. Mondiali 2022                                                    | 1                                                                      | 84’                                                                    |
| 29-3-2022                                                              | Santiago del Cile                                                      | Cile                                                                   | 0 – 2                                                                  | Uruguay                                                                | Qual. Mondiali 2022                                                    | -                                                                      | 63’                                                                    |
| 11-6-2022                                                              | Montevideo                                                             | Uruguay                                                                | 5 – 0                                                                  | Panama                                                                 | Amichevole                                                             | -                                                                      | 46’                                                                    |
| 23-9-2022                                                              | Sankt Pölten                                                           | Iran                                                                   | 1 – 0                                                                  | Uruguay                                                                | Amichevole                                                             | -                                                                      | 72’                                                                    |
| 27-9-2022                                                              | Bratislava                                                             | Canada                                                                 | 0 – 2                                                                  | Uruguay                                                                | Amichevole                                                             | -                                                                      | 46’                                                                    |
| 28-11-2022                                                             | Lusail                                                                 | Portogallo                                                             | 2 – 0                                                                  | Uruguay                                                                | Mondiali 2022 - 1º turno                                               | -                                                                      | 62’                                                                    |
| 2-12-2022                                                              | Al Wakrah                                                              | Ghana                                                                  | 0 – 2                                                                  | Uruguay                                                                | Mondiali 2022 - 1º turno                                               | 2                                                                      | 80’                                                                    |
| 12-10-2023                                                             | Barranquilla                                                           | Colombia                                                               | 2 – 2                                                                  | Uruguay                                                                | Qual. Mondiali 2026                                                    | -                                                                      | 61’                                                                    |
| 21-11-2023                                                             | Montevideo                                                             | Uruguay                                                                | 3 – 0                                                                  | Bolivia                                                                | Qual. Mondiali 2026                                                    | -                                                                      | 73’                                                                    |
| 26-3-2024                                                              | Lens                                                                   | Uruguay                                                                | 1 – 2                                                                  | Costa d'Avorio                                                         | Amichevole                                                             | -                                                                      | 46’                                                                    |
| 23-6-2024                                                              | Miami Gardens                                                          | Uruguay                                                                | 3 – 1                                                                  | Panama                                                                 | Coppa America 2024 - 1º turno                                          | -                                                                      | 60’                                                                    |
| 27-6-2024                                                              | East Rutherford                                                        | Uruguay                                                                | 5 – 0                                                                  | Bolivia                                                                | Coppa America 2024 - 1º turno                                          | -                                                                      | 89’                                                                    |
| 6-7-2024                                                               | Paradise                                                               | Uruguay                                                                | 0 – 0 (4 – 2 dtr)                                                      | Brasile                                                                | Coppa America 2024 - Quarti di finale                                  | -                                                                      | 78’                                                                    |
| 10-7-2024                                                              | Charlotte                                                              | Uruguay                                                                | 0 – 1                                                                  | Colombia                                                               | Coppa America 2024 - Semifinale                                        | -                                                                      | 46’                                                                    |
| 13-7-2024                                                              | Charlotte                                                              | Canada                                                                 | 2 – 2 (3 – 4 dtr)                                                      | Uruguay                                                                | Coppa America 2024 - Finale 3º posto                                   | -                                                                      | 46’                                                                    |
| 11-10-2024                                                             | Lima                                                                   | Perù                                                                   | 1 – 0                                                                  | Uruguay                                                                | Qual. Mondiali 2026                                                    | -                                                                      |                                                                        |
| 15-10-2024                                                             | Montevideo                                                             | Uruguay                                                                | 0 – 0                                                                  | Ecuador                                                                | Qual. Mondiali 2026                                                    | -                                                                      | 46’                                                                    |
| 21-3-2025                                                              | Montevideo                                                             | Uruguay                                                                | 0 – 1                                                                  | Argentina                                                              | Qual. Mondiali 2026                                                    | -                                                                      | 42’                                                                    |
| 5-6-2025                                                               | Asunción                                                               | Paraguay                                                               | 2 – 0                                                                  | Uruguay                                                                | Qual. Mondiali 2026                                                    | -                                                                      | 85’                                                                    |
| 10-6-2025                                                              | Montevideo                                                             | Uruguay                                                                | 2 – 0                                                                  | Venezuela                                                              | Qual. Mondiali 2026                                                    | 1                                                                      | 87’                                                                    |
| Totale                                                                 |                                                                        | Presenze                                                               | 55                                                                     |                                                                        | Reti                                                                   | 11                                                                     |                                                                        |

## Palmarès

### Club

#### Competizioni nazionali
- Coppa del Brasile: 4

Cruzeiro: 2017, 2018
Flamengo: 2022, 2024
- Campionato brasiliano: 2

Flamengo 2019, 2020
- Supercoppa del Brasile: 3

Flamengo: 2020, 2021, 2025

#### Competizioni statali
- Campionato Mineiro: 1

Cruzeiro: 2018
- Campionato Carioca: 5

Flamengo: 2019, 2020, 2021, 2024, 2025
- Taça Guanabara: 4

Flamengo: 2020, 2021, 2024, 2025

#### Competizioni internazionali
- Coppa Libertadores: 2

Flamengo: 2019, 2022
- Recopa Sudamericana: 1

Flamengo: 2020

### Individuale
- Miglior giocatore della Supercoppa del Brasile: 1[7]

2021